# Parafia Najświętszej Maryi Panny Królowej Polski w Chełmku
Parafia Najświętszej Maryi Panny Królowej Polski w Chełmku – parafia rzymskokatolicka należąca do dekanatu Libiąż archidiecezji krakowskiej.
Została utworzona w 1938.